# رئوس مطالب خداناباوری
سرنویس‌ها و جستارهای زیر به عنوان مروری کلی و راهنمایی موضوعی برای خداناباوری است:
بی‌خدایی، رد اعتقاد به وجود خدایان است. در حالت محدودتر، بی‌خدایی جایگاهی است که خدایان وجود ندارند. در حالت جامع‌تر، بی‌خدایی صرفاً فقدان باور به وجود خدایان است. بی‌خدایی در تقابل با خداباوری قرار دارد، که در حالت عمومی این باور است که حداقل یک خدا وجود دارد.

## طبیعت بی‌خدایی
بی‌خدایی را می‌توان به عنوان هر یک از این موارد تعریف کرد:
- یک فلسفه؛
- یک باور؛
- یک موضع؛ موضع‌گیری در مقابل یک برهان.

## انواع بی‌خدایی
- بی‌خدایی مثبت: گونه‌ای از بی‌خدایی که ادعا می‌کند هیچ خدایی وجود ندارد.[۸] همچنین «بی‌خدایی قوی» نامیده می‌شود.
  - بی‌خدایی صریح: «فقدان باور خداباوری در نتیجه انکار آگاهانه آن».[۹]
- بی‌خدایی منفی: به هر گونه نا-خداباوری به جز بی‌خدایی مثبت گفته می‌شود، که در آن فرد به وجود خدایی اعتقاد ندارد، بدون اینکه ادعا کند خدایی وجود ندارد.[۸] همچنین «بی‌خدایی ضعیف» نامیده می‌شود.
  - بی‌خدایی ضمنی: «فقدان باور خداباوری بدون انکار آگاهانه آن».[۹]
    - بی‌خدایی ندانم‌گرا: موضع‌گیری فلسفی که هر دوی بی‌خدایی و ندانم‌گرایی را در بر می‌گیرد. بی‌خدایان ندانم‌گرا، بی‌خدا هستند زیرا باوری به وجود هیچ خدایی ندارد، و همچنین ندانم‌گرا هستند زیرا مدعی‌اند وجود خدا اصولاً قابل شناخته شدن نیست یا هنوز شناخته نشده‌است.

## دلایل بی‌خدایی
- «برهان‌های وجود نداشتن خدا»
  - برهان اراده آزاد؛ می‌گوید که علم لایتناهی با اراده آزاد ناسازگار است، و هر تعریفی از خدا که هر دوی این خاصیت‌ها را داشته باشد ذاتاً متناقض است.[۱۰][۱۱][۱۲] همچنین «پارادکس اراده آزاد» و «سرنوشت‌گرایی خداباورانه» نامیده شده‌است.
  - برهان وحی‌های متناقض؛ می‌گوید خدا نامحتمل است زیرا بسیاری الهیدانان و معتقدان وفادار، وحی‌های متناقض و دوبه دو منحصر به فرد تولید کرده‌اند. این برهان عنوان می‌کند چون فردی که به او وحی نشده، تنها بر اساس ادعای موافقان وحی را یا باید بپذیرد یا رد کند، و چون هیچ راهی برای حل این ادعاهای متناقض به وسیله تحقیق وجود ندارد، احتیاط آن است که قضاوت تعلیق شود. همچنین این برهان «مشکل اجتناب از جهنم اشتباه» نامیده شده‌است.
  - برهان اختفای الهی؛ بر این فرض که خدا وجود داشته باشد (و بخواهد انسان از وجودش آگاه باشد)، موقعیتی را به وجود می‌آورد که در آن هر فرد معقولی وجودش را باور کند؛ با این حال، خداناباوران معقول وجود دارند، و بنابراین، این وزنه‌ای علیه وجود خدا است. این برهان مدعی تناقضی است میان جهانی که وجود دارد، و جهانی که می‌بایست وجود می‌داشت، در صورتی که خدا یک سری خواسته‌های خاص به همراه قدرت انجام آن‌ها را داشت.
  - برهان طراحی ضعیف؛ استدلال می‌کند که یک خدای آفریننده که قادر مطلق، دانای مطلق و خیر مطلق است، جانداران را با طراحی بهینه خواهد ساخت. موجودات زنده دارای خصیصه‌های کمتر از مطلوب هستند؛ بنابراین، یا خدا این موجودات را نساخته، یا خدا قادر مطلق، دانای مطلق و خیر مطلق نیست. این برهان همچنین «برهان بی‌غایتی» نامیده شده‌است.
  - براهین ناسازگاری صفات الهی؛ گروهی از برهان‌ها که وجود موجودی با صفات و ویژگی‌های خدا را رد می‌کنند. این براهین ابتدا تعاریف و صفات رایج خدا را مطرح می‌کنند، سپس با نشان دادن ناسازگار بودن این صفات با هم و با واقعیت‌های جهان، خدا را ممتنع الوجود می‌دانند.
  - پارادوکس قدرت مطلق؛ عنوان می‌کند: اگر موجودی بتواند هر کاری را انجام دهد، در این صورت باید قادر باشد وظیفه‌ای را ایجاد کند که از انجامش ناتوان باشد؛ بنابرین، این موجود نمی‌تواند هر کاری را انجام دهد. این پارادوکس معمولاً جهت تبیین نامحتملی وجود خدای قادر مطلق کاربرد دارد.
  - مسئله شر؛ این پرسش که چگونه می‌توان شر را توضیح داد، اگر یک خدای خیر مطلق، قادر مطلق و دانای مطلق وجود دارد.[۱۳][۱۴] برخی فیلسوفان مدعی‌اند موجودیت چنین خدایی و شر، منطقا ناسازگار یا بعید است.
  - سرنوشت مطلع‌نشده؛ پرسش مبحث آخرت، در مورد سرنوشت نهایی کسانی که در معرض یک خداشناسی یا عقیده خاص قرار نگرفته‌اند و در نتیجه هیچ شانسی برای پذیرفتن آن ندارند. این برهان این سؤال را مطرح می‌کند که آیا کسانی که هیچ وقت از الزامات صادرشده از طریق وحی الهی آگاهی نیافته‌اند، به خاطر عدم پیروی از این الزامات مجازات خواهند شد؟
  - مسئله دوزخ؛ مشکل اخلاقی با ادیانی که در آن وجهه جهنم بی‌رحمانه ابراز شده‌است، و در نتیجه مغایر با مفهوم یک خدای عادل، اخلاقی و خیراندیش است.[۱۵]
- شرط‌بندی بی‌خدا؛ به این شکل مطرح می‌شود که: «چه به خدا باور داشته یا نداشته باشید، شما بهتر است زندگی کنید و تلاش کنید آن را به مکان بهتری تبدیل نمایید. اگر خدایی وجود نداشت، شما ضرری نکرده‌اید و کسانیکه پشت سر گذاشتید از شما به نیکی یاد می‌کنند؛ و اگر خدای خیرخواهی وجود داشت، شما را بر اساس قابلیت‌ها و کارهایتان قضاوت می‌کند نه بر این اساس که به او معتقد بوده یا نبودید.»[۱۶]
- قوری چای راسل؛ تمثیلی که نخستین بار توسط فیلسوف، برتراند راسل به کار رفت، با این منظور که نشان دهد بار فلسفی اثبات بر دوش کسی است که ادعایی از نظر علمی ابطال‌ناپذیر مطرح می‌کند، نه بر دوش دیگران. راسل گفت اگر من مدعی می‌شدم که در منظومه شمسی میان زمین و مریخ یک قوری چینی دور خورشید می‌گردد، هیچ‌کس قادر نبود ادعای مرا رد کند، و غیر منطقی است که از دیگران بخواهم ثابت کنند من اشتباه می‌کنم. گاهی به نام «قوری آسمانی» یا «قوری کیهانی» شناخته می‌شود.
- ناشناخت‌گرایی الهیاتی؛ این مدعی که زبان مذهبی، و به‌طور ویژه لغاتی مانند «خدا» از نظر ادراکی معنی‌دار نیستند. ناشناخت‌گرایان خداباوری، منتظر یک تعریف منسجم از خدا (یا هر موجود متافیزیکی که ادعا شده قابلیت بحث دارد) هستند، قبل از اینکه درگیر براهین له/علیه وجود خدا شوند.
- گشایش بوئینگ ۷۴۷ غایی؛ برهانی ضد برهان نظم، که توسط ریچارد داوکینز مطرح شده‌است. تز اصلی این برهان این است که، برخلاف خلقت‌زایی ماوراءالطبیعه، تکامل به وسیله انتخاب طبیعی نیازمند پیش‌فرض‌های کمتری است، و در نتیجه طبق تیغ اوکهام، توضیح بهتری از فرضیه خدا است.

## تاریخ بی‌خدایی
- تاریخ بی‌خدایی
  - بی‌خدایی نو
  - بی‌خدایی دولتی

## مفاهیم کلی بی‌خدایی
- ضدخدایی
- خداناباوری علمی
- بی‌خدایی و دین
- نقد بی‌خدایی
- دمگرافیک بی‌خدایی
- تبعیض علیه بی‌خدایان

### مواضع مرتبط
- ندانم‌گرایی
  - خداباوری ندانم‌گرا
  - بی‌خدایی ندانم‌گرا
  - ایگنستیسیزم
  - اپاتئیسم
  - ندانم‌گرایی ضعیف
  - ندانم‌گرایی قوی
  - فهرست ندانم‌گرایان
- ضدروحانی‌گرایی
- ضد دین
- نقد دین
- اندیشه آزاد
- بنیاد رهایی از دین
- بی‌دین
- طبیعت‌گرایی
  - طبیعت‌گرایی انسان‌گرایانه
  - طبیعت‌گرایی هستی‌شناسانه
  - طبیعت‌گرایی روش‌شناسانه
  - طبیعت‌گرایی دینی
- دین نقیضه
- پساخداباوری
- سکولاریسم
  - سکولاریته
  - انسان‌گرایی سکولار
  - سازمان‌های سکولاریست

## سازمان‌های بی‌خدایی
- اتحاد جهانی بی‌خدا[۱۷]
- کلیسای شیطان[۱۸]
- جنبش روشن‌ها (Brights movement)
- خردگرا جهانی (Rationalist International)
- فدراسیون انسان‌گرای اروپایی (European Humanist Federation)
- اتحادیه بین‌المللی غیر مذهبی و بی‌خدایان (International League of non-religious and atheists)
- اتحادیه جهانی انسان‌گرا و اخلاق‌گرا (International Humanist and Ethical Union)

### استرالیا
- بنیاد بی‌خدای استرالیا (Atheist Foundation of Australia)
- انجمن خردگرای استرالیا (Rationalist Society of Australia)
- حزب سکولار استرالیا (Secular Party of Australia)

### برزیل
- انجمن زمین گرد (Sociedade da Terra Redonda)
- لیگ انسان‌گرای سکولار برزیل (Secular Humanist League of Brazil)

### کانادا
- انسان‌گرا کانادا (Humanist Canada)
- جنبش لائیسیته کبک (Mouvement laïque québécois)
- مرکز جستار کانادا (Centre for Inquiry Canada)
- انجمن اندیشه آزاد کانادا (Freethought Association of Canada)

### آلمان
- شورای مرکزی مسلمانان سابق (Central Council of Ex-Muslims)
- لیگ آزاداندیشان آلمانی (German Freethinkers League)
- بنیاد جوردانو برونو (Giordano Bruno Foundation)

### ایسلند
- سیدمنت (Sidmennt)

### هند
- انجمن خردگرای هندی (Indian Rationalist Association)
- مرکز بی‌خدا (Atheist Centre)
- انجمن علم و خردگرای هند (Science and Rationalists' Association of India)

### اندونزی
- خداناباوران اندونزیایی (Indonesian Atheists)

### ایران
- آتئیست ایران
- انجمن ایرانیان بی‌خدا
- شبکه سکولارهای سبز[۱۹]

### ایرلند
- ایرلند بی‌خدا (Atheist Ireland)
- انجمن خردگرای ایرلند (Humanist Association of Ireland)
- هومانی (Humani organisation)

### ایتالیا
- اتحادیه ایتالیای ندانم‌گرایان و بی‌خدایان خردگرا (Union of Rationalist Atheists and Agnostics)

### کویت
- انجمن جوانان کویت (Youth Association of Kuwait)

### نیوزیلند
- جامعه خردگرای نیوزیلند (Humanist Society of New Zealand)
- انجمن خردگرایان و انسان‌گرایان نیوزیلند (New Zealand Association of Rationalists and Humanists)

### نروژ
- انجمن انسان‌گرای نروژی (Norwegian Humanist Association)
- جامعه بی‌دینان نروژی (Norwegian Heathen Society)

### فیلیپین
- آزاداندیشان فیلیپینی

### صربستان
- آتئیست صرب

### سنگاپور
- بی‌خدایان سنگاپوری

### سوئد
- انجمن انسان‌گرای سوئدی (Swedish Humanist Association)

### ترکیه
- انجمن اندیشه آتاتورک (Atatürk Thought Association)

### انگلستان
- بنیاد خرد و دانش
- انجمن سکولار ملی (National Secular Society)
- انجمن انسان‌گرای بریتانیایی (British Humanist Association)
- انجمن انسان‌گرای اسکاتلند (Humanist Society Scotland)
- انجمن خردگرا (Rationalist Association)

### ایالات متحده
- پروژه خرد
- بی‌خدایان آمریکایی
- بنیاد خرد و دانش
- بنیاد رهایی از دین
- مرکز جستار (Center for Inquiry)

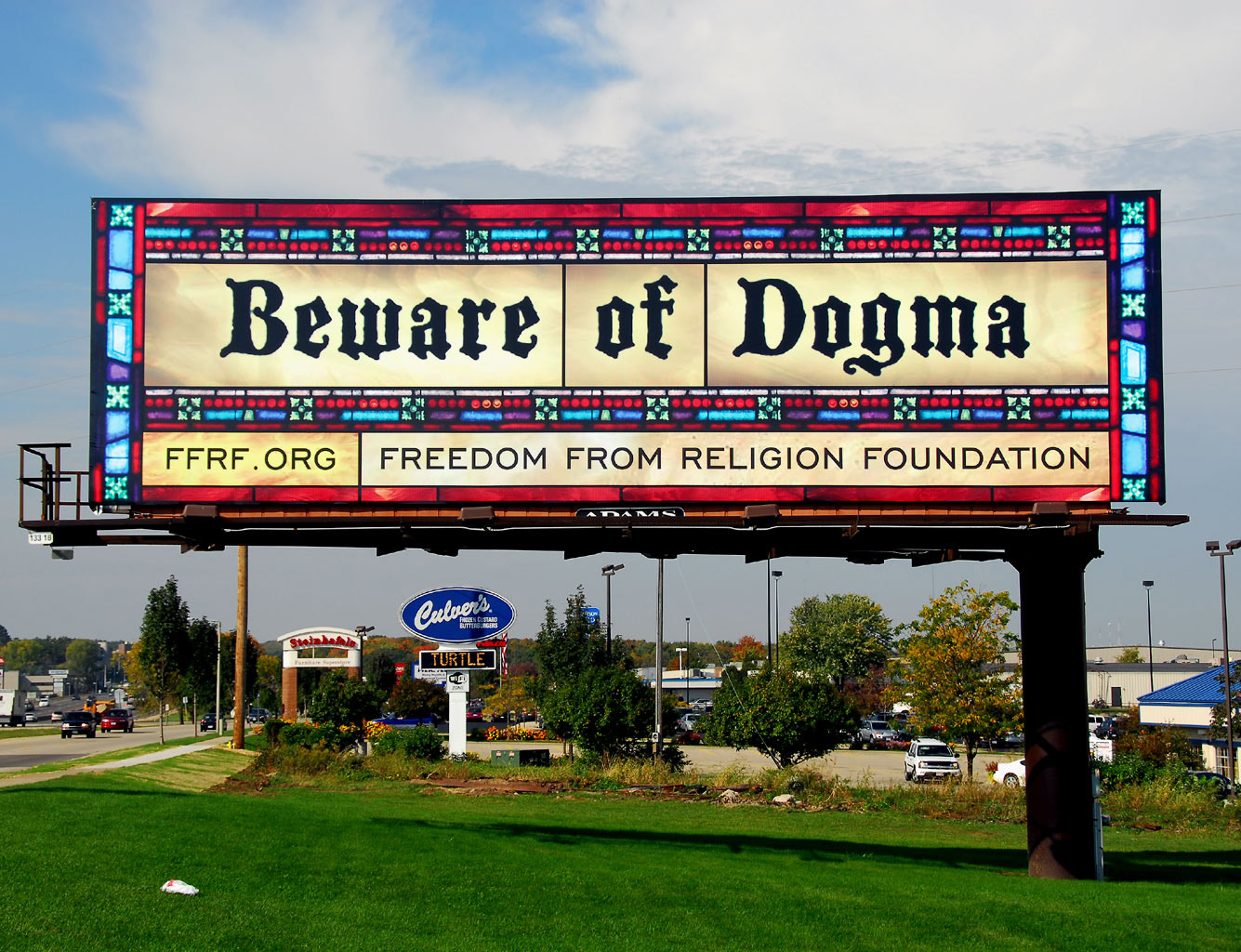
بیلبورد بنیاد رهایی از دین در اتوبان

- انجمن انسان‌گرای آمریکایی (American Humanist Association)
- شورای انسان‌گرایی سکولار (Council for Secular Humanism)

## انتشارات بی‌خدایی
- The Encyclopedia of Unbelief
- The New Encyclopedia of Unbelief

## افراد اثرگذار بی‌خدایی
- ریچارد داوکینز
- کریستوفر هیچنز
- سم هریس
- ویکتور استنجر
- انتان لاوی
- مایکل شرمر
- دنیل دنت